# Superficie di Dini

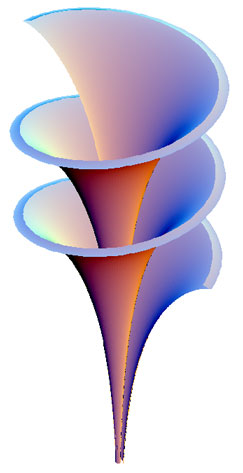
Superficie di Dini

La superficie di Dini, studiata da Ulisse Dini, può essere vista come una "torsione" della pseudosfera.
Più precisamente, è una superficie ottenuta assegnando a una trattrice un moto elicoidale intorno alla propria retta caratteristica. È quindi una superficie elicoidale.
Per confronto, la pseudosfera è ottenuta facendo ruotare una trattrice intorno alla propria retta caratteristica, ed è quindi una superficie di rotazione.
Come la pseudosfera, la superficie di Dini ha curvatura gaussiana costante negativa.

## Parametrizzazione
La sua equazione parametrica è:
{\displaystyle x(t,a)=b\sin(t)\sin(a)}
{\displaystyle y(t,a)=b\sin(t)\cos(a)}
{\displaystyle z(t,a)=b\left\{cos(t)+\ln \left[\tan \left({\frac {t}{2}}\right)\right]\right\}+ca}

## Superficie
L'elemento infinitesimo di superficie è:
{\displaystyle dA=b{\sqrt {b^{2}+c^{2}}}\cos a\ dt\wedge da}

## Curvatura
Curvatura gaussiana:
{\displaystyle K=-{\frac {1}{b^{2}+c^{2}}}}
Curvatura media:
{\displaystyle H=-{\frac {cot(2a)}{\sqrt {b^{2}+c^{2}}}}}